# Ologamasidae
Ologamasidae es una familia de arácnidos ácaros perteneciente al orden Mesostigmata.

## Géneros
- Acuphis Karg, 1998
- Antennolaelaps Womersley, 1956
- Athiasella D. C. Lee, 1973
- Caliphis Lee, 1970
- Cymiphis Lee, 1970
- Desectophis Karg, 2003
- Epiphis Berlese, 1916
- Euepicrius Womersley, 1942
- Evanssellus Ryke, 1961
- Gamasellevans Loots & Ryke, 1967
- Gamaselliphis Ryke, 1961
- Gamasellopsis Loots & Ryke, 1966
- Gamasellus Berlese, 1892
- Gamasiphis Berlese, 1904
- Gamasiphoides Womersley, 1956
- Gamasitus Womerseley, 1956
- Geogamasus Lee, 1970
- Heydeniella Richters, 1907
- Hiniphis Lee, 1970
- Hydrogamasellus Hirschmann, 1966
- Hydrogamasus Berlese, 1892
- Laelaptiella Womersley, 1956
- Lobocephalus Kramer, 1898
- Neogamasellevans Loots & Ryke, 1967
- Ologamasus Berlese, 1888
- Onchogamasus Womersley, 1956
- Parasitiphis Womersley, 1956
- Periseius Womersley, 1961
- Pilellus Lee, 1970
- Psammonsella Haq, 1965
- Pyriphis Lee, 1970
- Queenslandolaelaps Womersley, 1956
- Rhodacaroides Willmann, 1959
- Rykellus Lee, 1970
- Sessiluncus G. Canestrini, 1898
- Stylochyrus G. Canestrini & R. Canestrini, 1882